# Andrea Alciato

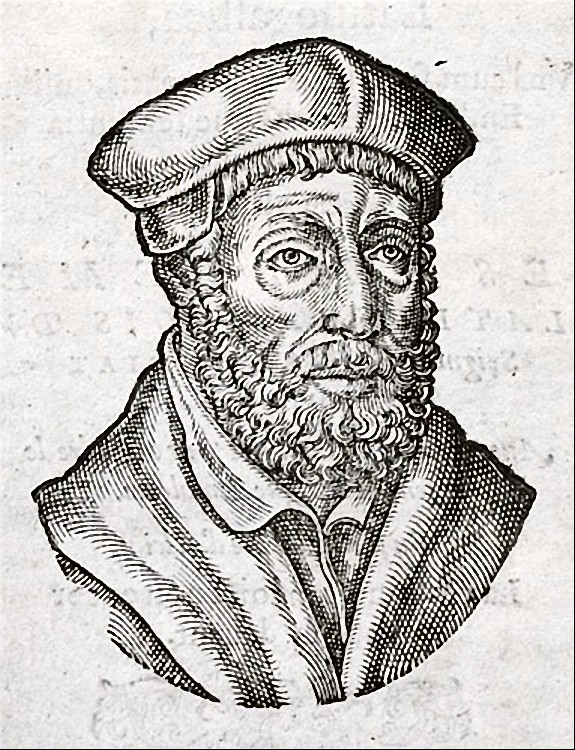
Andrea Alciato

Andrea Alciato (auch Andrea Alciati, lat. Andreas Alciatus; * 8. Mai 1492 in Alzate Brianza in der Nähe des Comer Sees; † 12. Januar 1550 in Pavia) war ein italienischer Jurist und Humanist.

## Leben
Alciato studierte an den Universitäten in Mailand, Pavia und Bologna Jura und die klassischen Sprachen. Am 18. März 1516 erhielt er in Ferrara den Titel eines Doktor beider Rechte, obwohl er dort nicht studiert hatte. Danach arbeitete er als Advokat in Mailand. Ab 1518 war er Professor der Rechtswissenschaft in Avignon. Diese Stelle gab er aber bereits 1522 wegen Honorarstreitigkeiten wieder auf. Zwischen 1522 und 1527 lebte er wieder als Advokat in Mailand, als die Stadt nacheinander von französischen und spanischen Truppen besetzt und von der Pest heimgesucht wurde. Alciato beschäftigte sich damals mit historischen und humanistischen Studien. So übersetzte er griechische Autoren wie Aristophanes und er begann mit seinen Epigrammen, die er später in seinem berühmten Emblembuch verwendete. 1527 kehrte er wieder als Professor nach Avignon zurück, wobei er eine Gehaltskürzung akzeptierte. 1529 übernahm er auf Einladung von Franz I. eine Professorenstelle in Bourges, wo er bis 1533 lehrte. Zu seinen Schülern zählte Jean Calvin. 1530 wurden seine Werke De verborum significatione und Commentarii ad rescripta principum in Lyon gedruckt. 1533 kehrte er nach Italien zurück und wirkte als Professor in Pavia (1533–37, 1541–43, 1546–50), Bologna (1537–41) und in Ferrara (1543–46) am Hof des Herzogs Ercole d’Este. Andrea Alciato starb 1550 in Pavia.

## Emblematum liber

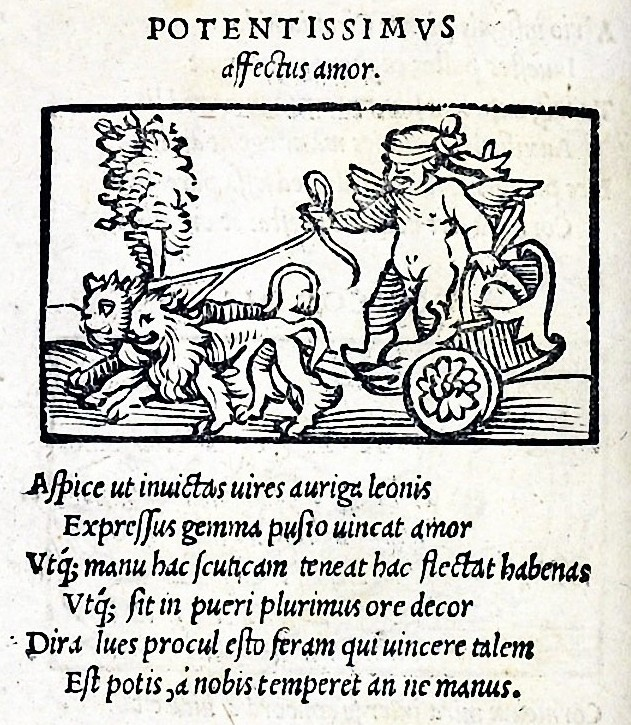
Emblem Potentissimus affectus amor, Augsburg 1531.

Das bekannteste Werk Alciatos ist der Emblematum liber, dessen Erstauflage 1531 von Heinrich Steyner in Augsburg hergestellt wurde. Schon Jahre zuvor hatte Alciato eine Sammlung griechischer Epigramme (Anthologia epigrammatum Graecorum) ins Lateinische übersetzt und 1529 in Basel auch drucken lassen. Jedes Epigramm erhielt eine kurze Überschrift, die lehrhafte Essenz des poetischen Textes. Ein bekannter Gelehrter, der deutsche Humanist Konrad Peutinger (1465–1547) veranlasste die Augsburger Ausgabe, für die Alciatos Texte verwendet wurden. Nach Zeichnungen des Augsburger Künstlers Jörg Breu d. Ä. entstanden die Holzschnitte für das Buch, hergestellt vermutlich von Hans Schäufelin (sein Monogramm findet sich in einer zweiten Augsburger Ausgabe von 1531). Damit war die neue, bald europaweit erfolgreiche Form des Emblems gefunden, bestehend aus drei Teilen: Überschrift, Bild und poetischer Text (Lemma, Icon und Epigramm). Andrea Alciato war an der Entstehung der Erstausgabe offenbar nicht unmittelbar beteiligt. In der von ihm autorisierten Pariser Fassung von 1534 äußerte er sich sehr kritisch zu der früheren Edition, die verschiedene handwerkliche und editorische Fehler aufwies.
Der große Erfolg des Buches veranlasste Alciato zu einer neuen, sorgfältig bearbeiteten Ausgabe mit jetzt 113 –  statt vorher 104 – Emblemen, die unter seinem Namen 1534 bei Christian Wechel in Paris herauskam; die dritte Ausgabe von 1542 enthielt zwei weitere Epigramme. Die von Aldus Manutius (dem Jüngeren) in Venedig herausgebrachte Fassung von 1546 war um 84 weitere Embleme ergänzt. Die folgende Ausgabe wurde in Frankreich von Guillaume Rouillé herausgebracht. Diese war die Grundlage für weitere Nachdrucke und für Ausgaben in lateinischer, italienischer, spanischer, französischer und englischer Sprache. Als definitive Ausgabe kann die 1550, im Todesjahr Alciatos, in Lyon veröffentlichte gelten. Diese enthält sämtliche von Alciato selbst stammenden Embleme, die alle illustriert sind.
Alciatos Emblembuch war für Künstler und Auftraggeber von der Renaissance bis ins Barock eine ergiebige ikonografische Quelle.

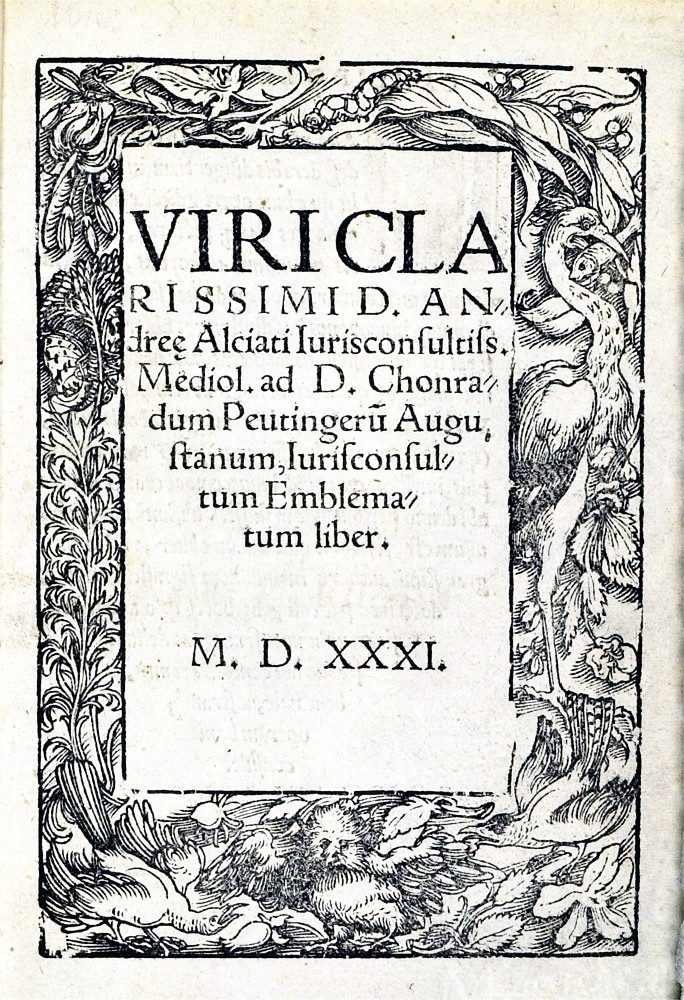
Titelseite, 1531
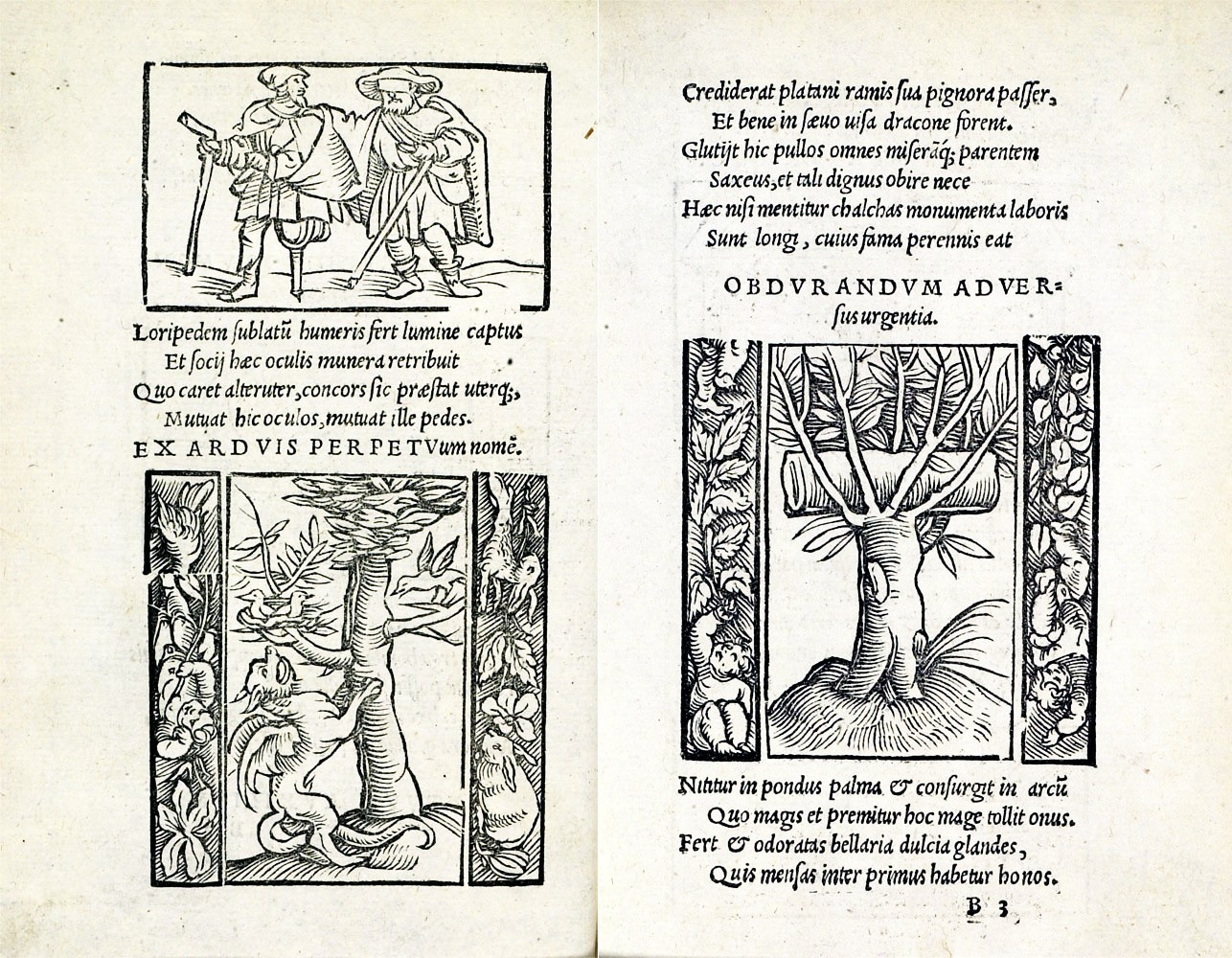
Doppelseite, 1531
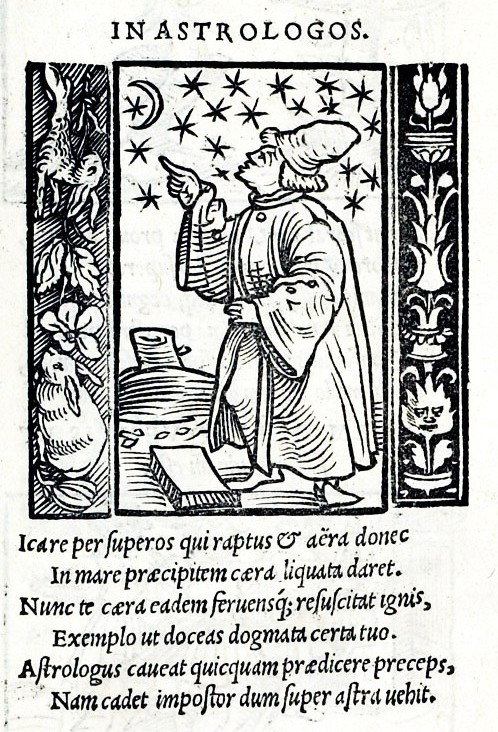
Emblem In Astrologos, 1531
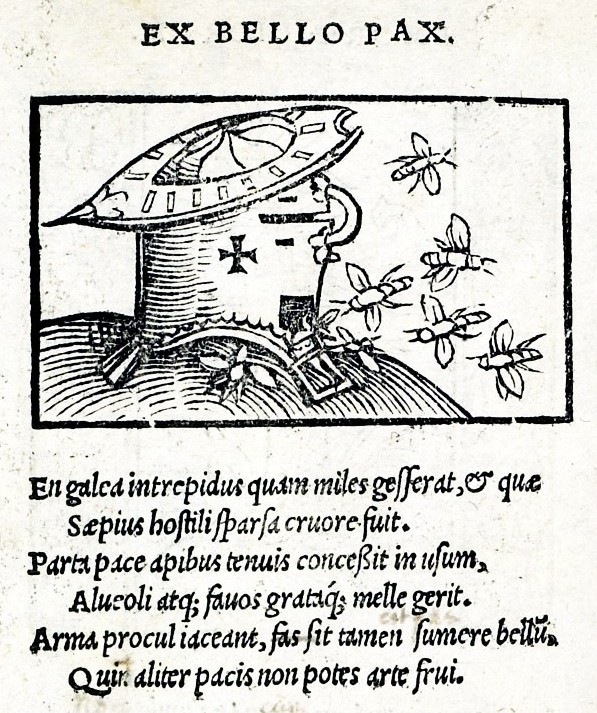
Emblem Ex bello pax, 1531
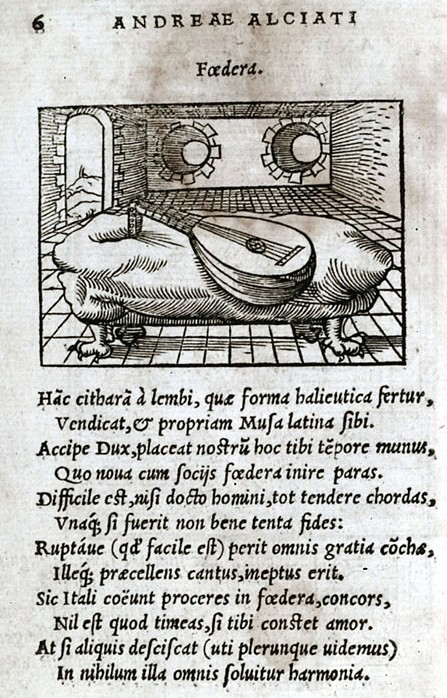
Emblem Foedera, 1534.
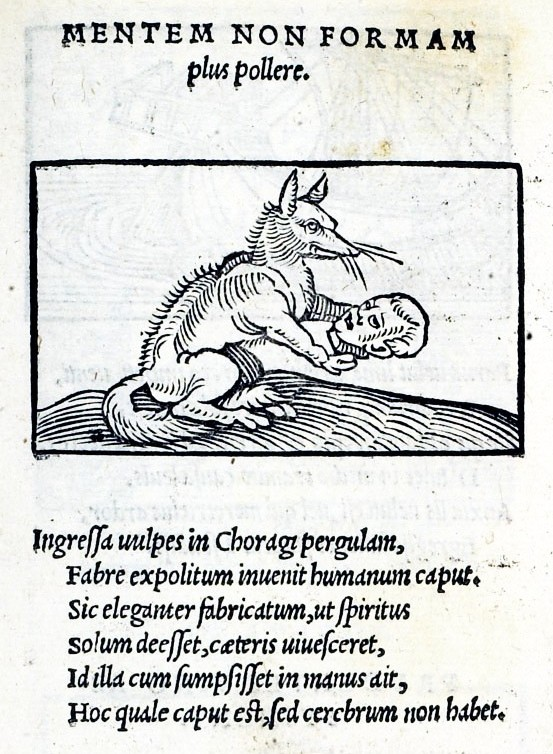
Emblem Mentem non formam…,1531
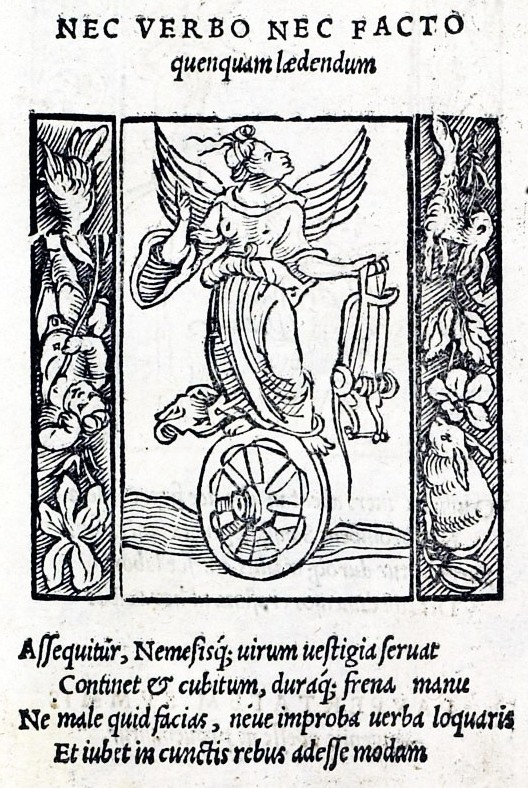
Emblem Nec verbo nec facto …, 1531
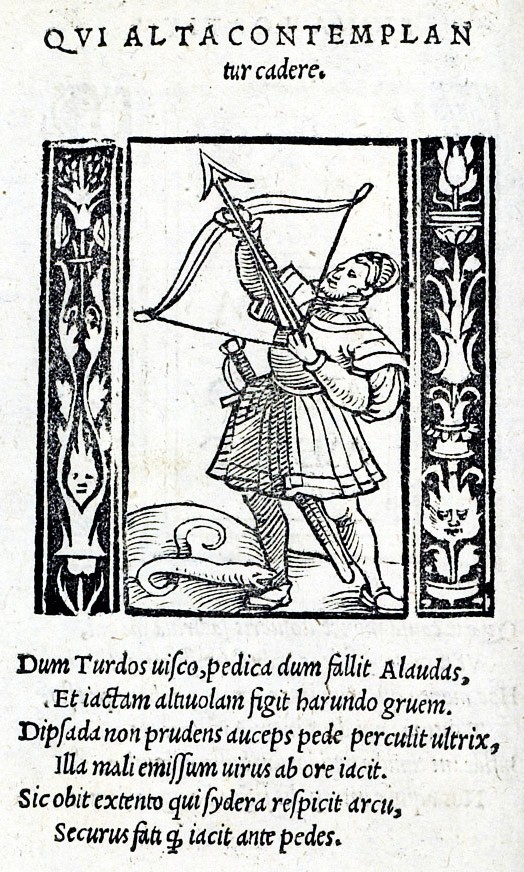
Emblem Qui alta contemplan…, 1531
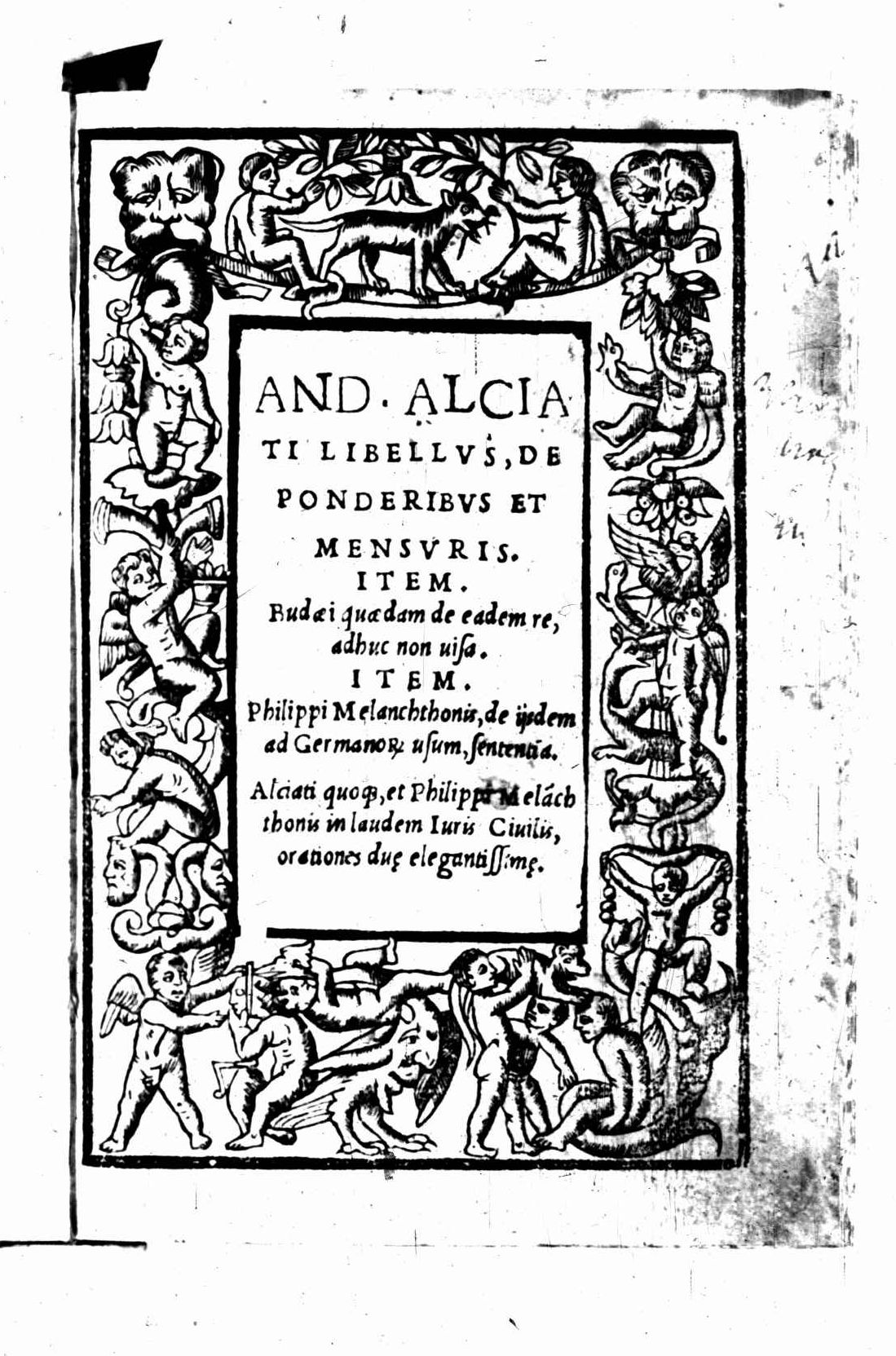
De ponderibus et mensuris, 1532
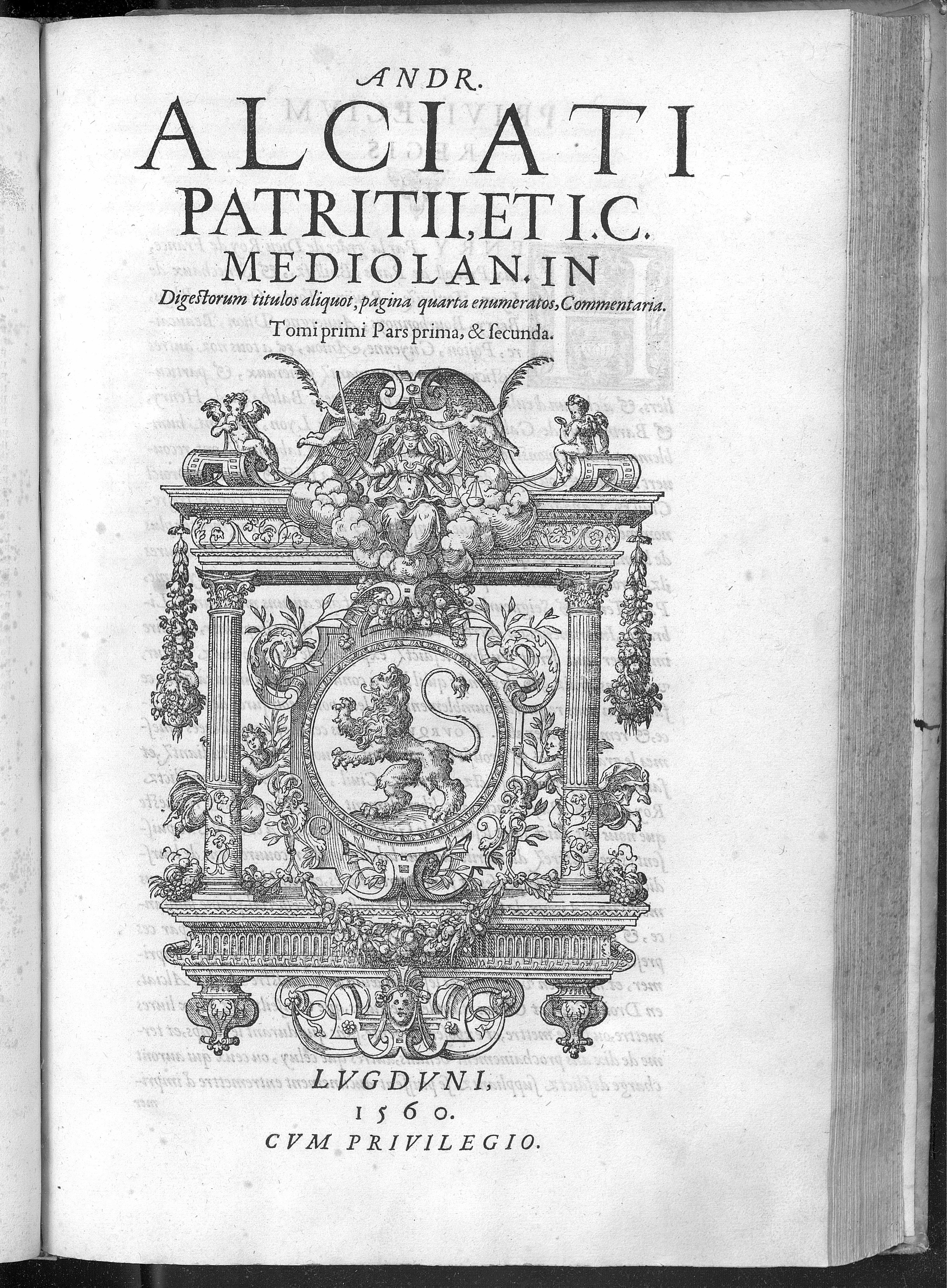
In Digestorum titulos aliquot commentaria, 1560

## Moderne Editionen
- Gian Luigi Barni (Hrsg.): Le lettere di Andrea Alciato giureconsulto. Le Monnier, Florenz, 1953.